# محمد اسعاف النشاشیبی
محمد اِسعاف النَّشاشیبی (۱۸۸۵ – ۲۲ ژانویه ۱۹۴۸) زبان‌شناس، نویسنده و شاعر فلسطینی بود. در جوانی پس از فارغ‌التحصیلی شروع به سرودن شعر نمود. بیشتر اشعار خود را که از ویژگی‌های آن حماسه، عشق به عرب و آزادی بود، در مجلهٔ «النفائس» متعلق به خلیل بیدس منتشر کرد، اما بعدها سرودن را کنار نهاد. در سال ۱۹۰۸ در مجلات «الأصمعی»، «بیت لحم»، «المنهل» و النفائس» مقالات ادبی نوشت. در پایان جنگ جهانی اول، به سمت استادی در دانشکدهٔ الصلاحیه منصوب شد. او در آغاز قیمومیت بریتانیا در مدرسهٔ الرشیدیه به تدریس زبان عربی پرداخت. در تحکیم روابط ادبی فلسطین و کشورهای عربی به ویژه مصر تأثیر آشکاری داشت و به ویژه نزد احمد شوقی محبوب بود. در سال ۱۹۲۳ به عضویت فرهنگستان زبان عربی در دمشق انتخاب شد. اسعاف النشاشیبی از ادیبان برجستهٔ فلسطینی در دورهٔ خود بود و «أدیب العربیة» لقب داشت. او به علم مدرن و اهمیت آن برای رنسانس ملل معتقد بود. از عربی فصیح و نوین دفاع و به طرفداران زبان عامیانه حمله کرد و خواستار تجدید زبان و ادبیات عرب شد.او  به مصر بسیار سفر کرد و در همان جا درگذشت. او آثار ادبی زیادی دارد و به عنوان یک عرب فلسطینی میهن‌گرا، از برجستگان مبارزه با صهیونیسم بود و داستانی را دربارۀ آن نگاشت.

## زندگی و پیشه
محمد اسعاف بن عثمان بن سلیمان النشاشیبی در سال ۱۸۸۵ در قدس، متصرفیۀ قدس، امپراتوری عثمانی، به دنیا آمد. پدرش عثمان عضو مجلس نمایندگان عثمانی و یکی از ثروتمندان شهر بود و مادرش فاطمه ابوغوش نام داشت. نخست در مکتب درس خواند، سپس در مدرسه فرانسوی الفریر. پدرش تصمیم گرفت او را به دارالحکمهٔ بیروت بفرستد و در آنجا چهار سال ماندگار شد و نزد اساتید ارشدی چون عبدالله البستانی، محی‌الدین الخیاط و مصطفی الغلایینی دانش آموخت و به فرانسوی تسلط یافت.
پس از فارغ‌التحصیلی در سال ۱۹۰۵، به قدس بازگشت و مدتی - پس از اعلام قانون اساسی عثمانی در سال ۱۹۰۸ - به عنوان سردبیر مجلهٔ «الاصمعی» که توسط حنا العیسی منتشر می‌شد، مشغول شد. سپس در مجلهٔ «النفائس» به مالکیت خلیل بیدس و در مجلهٔ «المنهل» متعلق به محمد موسی مغربی شروع به چاپ مقالات ادبی کرد. در آن دوره، النشاشیبی شعر می‌سرود که بیشتر آن‌ها در مجلهٔ «النفائس» منتشر می‌شد و به خواندن کتاب‌های ادبیات عرب کهن و آثار فیلسوفان غربی نیز علاقه‌مند شد.از آنجا که او به عنوان یک منتقد باور داشت که از شاعران طراز اول نیست، به نفع نقد و ادب از شعرنویسی عقب‌نشینی کرد.
او در طول جنگ جهانی اول خود را وقف خواندن کتاب‌های اصلی ادبیات کهن عربی کرد. پیش از پایان جنگ، سمت استادی زبان عربی در دانشکدهٔ الصلاحیه در قدس را بر عهده داشت. پس از اشغال فلسطین توسط بریتانیا، نشاشیبی در فعالیت‌های «باشگاه عربی» که برای استقلال فلسطین فعالیت می‌کرد، مشارکت داشت. وی به عنوان استاد زبان عربی در مدرسهٔ متوسطه الرشیدیه منصوب شد و سپس مدیر آن شد. او به عنوان بازرس کل زبان عربی در بخش معارف عامه دولت سرپرستی انتخاب شد که بر توسعهٔ برنامهٔ درسی آموزش زبان و مدیریت امور معلمان نظارت داشت. وی همچنین سرپرستی تدریس درس دین اسلام را بر عهده گرفت. در سال ۱۹۲۳، النشاشیبی به عضویت فرهنگستان زبان عربی در دمشق انتخاب شد و از سال ۱۹۲۴ شروع به نوشتن در مجلهٔ فرهنگستان کرد. اسعاف النشاشیبی در سال ۱۹۲۹ پس از تشدید اختلاف بین او و ادارهٔ معارف بریتانیا در فلسطین، از شغل خود استعفا داد. سپس خود را وقف نوشتن، سخنرانی عمومی و دانشگاهی کرد. او سالانه به مصر و شام سفر می‌کرد و در تحکیم روابط فلسطین و کشورهای عربی به ویژه مصر تأثیر آشکاری گذاشت.
النشاشیبی به عنوان نمایندهٔ قدس در کار کنفرانس عمومی اسلامی که بین ۷ تا ۱۷ دسامبر ۱۹۳۱ در شهر قدس برگزار شد، شرکت کرد و در این همایش، دبیر کمیتهٔ دعوت و ارشاد انتخاب شد. او همچنین در کنفرانس ملی عرب که در ۱۳ دسامبر ۱۹۳۱ برگزار شد، شرکت نمود که حزب استقلال عربی فلسطین از آن برخاست. او از سال ۱۹۳۷ تا ۱۹۴۷ فصل‌هایی را در مجلهٔ «الرسالهٔ» قاهره تحت عنوان «نُقل الأدیب» منتشر کرد که شهرت زیادی در جهان عرب برای او به ارمغان آورد. او اغلب مقالات خود را با اسامی مستعار مانند «القارئ»، «السهمی»، «هاشم العربی»، «ن» و غیره امضا می‌کرد.
خلیل السکاکینی او را «فرهنگنامهٔ زبان عرب که بر دو پا راه می‌رود» توصیف نمود. در سبک بیان خود منحصر به فرد بود و او را «أدیب العربیة» می‌نامیدند.النشاشیبی با نوشته‌های ادبی خود که در آن با بی‌عدالتی و اشغال مخالفت می‌کرد، متمایز بود. در بیشتر مراسماتی که به مناسبت‌های میهنی، ملی یا ادبی برگزار می‌شد، شرکت می‌کرد. ویژگی سخنان و اشعار او، انقلابی و تحریک‌آمیز بود و مردم را به اقدام برای رسیدن به اهداف، بازسازی و حفظ وطن دعوت می‌کرد. او همچنین واعظ و مُرشد در مساجد بود. شعر و مقالات ادبی فراوانی در وصف ضعف، تفرقه و شکافی که بر ملت عرب در میان استعمارگران وارد شده بود، نوشت. وی از ملت عرب می‌خواست که متحد شوند و برای دفع تجاوز، دستیابی به استقلال و مخالفت با ایجاد وطن ملی یهودی در فلسطین، سلاح به دست بگیرند. النشاشیبی به دو کُنیه و لقب شهرت داشت: «ابوالفضل» که کنیهٔ بدیع‌الزمان همدانی است، به دلیل دلبستگی و شباهت نوشتاری به وی؛ و «ابوعُبَیده» به دلیل علاقه‌اش به ابوعبیده معمر بن المثنی، زبان‌شناس مشهور. همچین او را با دو لقب «أدیب العربیة» و «خطیب فلسطین» نیز می‌شناختند.
در سال ۱۹۴۷ به قاهره برای درمان سفر کرد و هتل کانتیننتال که در آن اقامت داشت، محل ملاقات اهل علم و ادب با او گشت.

## زندگی شخصی
خواهرش کوثر و برادرش ضرار نام داشتند. النشاشیبی به خانواده‌ای مرفه هم از طرف پدر و هم از طرف مادر منتسب بود. پدرش برخی از اموالش را برای او ثبت کرده بود. به دلیل علاقه به زبان عربی و زیاده‌روی در آن و مخالفت با خواسته‌های پدرش که امیدوار بود پسرش از او به ارث برسد و اموالش را اداره کند، پدرش عثمان او را با محروم کردن او از مراقبت و بودجهٔ املاک مجازات کرد. اسعاف النشاشیبی مجبور شد برای تأمین مخارج خود قطعه‌ای از زمین بفروشد. پدرش از این امر عصبانی شد و او را در خیابان‌های قدس تعقیب کرد و به پلیس دستور داد تا او را دستگیر کنند. خانه‌ای که در محلهٔ شیخ جراح که توسط وی در سال ۱۹۲۲ ساخته شد، بر جای مانده است که این مکان به کاخ و بازدیدگاه بسیاری از مردم و نخبگان و به یک مرکز فرهنگی تبدیل شده است. این کاخ دارای دو طبقه و زیر زمین به مساحت ۷۵۰ متر مربع می‌باشد و توسط مهندس یونانی اسپیرو خوری در اوایل دههٔ ۱۹۲۰ طراحی و نظارت شد.

## درگذشت
اسعاف النشاشیبی در ۲۲ ژانویه ۱۹۴۸ در در بیمارستانی در قاهره درگذشت. پس از تشییع جنازه که نویسندگان و روشنفکران بزرگ مصری از جمله احمد لطفی السید و احمد حسن الزیات در آن شرکت داشتند، در قبرستان عبدالقادر بیگ مختار به خاک سپرده شد. چندماه پس از مرگ  وی، در طی جنگ زمانی که بیشتر قدس به اشغال نظامیان اسرائیل درآمد، کتابخانهٔ او را در این شهر غارت یا ضبط شد که چند اثر چاپ‌نشدهٔ وی در آن جای داشت.

## جوایز
در سال ۱۹۴۷، دولت لبنان به پاس تلاش‌های او برای احیای زبان عربی، نشان طلایی لیاقت را به او اعطا کرد. در ژانویه ۱۹۹۰، سازمان آزادیبخش فلسطین نشان قدس برای فرهنگ، هنر و ادبیات را به او اعطا کرد.

## آثار
از جمله عناوین عربی آثار وی:
- أمثال أبي تمام: مجلهٔ النفائس، ۱۹۱۲
- مجموعة النشاشيبي: قاهره، المکتبة السلفیة، ۱۹۲۲
- قلب عربي وعقل أوروبي: القدس، چاپخانهٔ بیت‌المقدس، ۱۹۲۴
- نقل الأديب: بیروت، دار الریحانی
- كلمة في اللغة العربية: القدس، چاپخانهٔ بیت‌المقدس، ۱۹۲۵
- البستان: قاهره، چاپخانهٔ المعارف بمصر، ۱۹۲۷
- الإسلام الصحيح: ۱۹۳۵